# Landhaus Bellevue

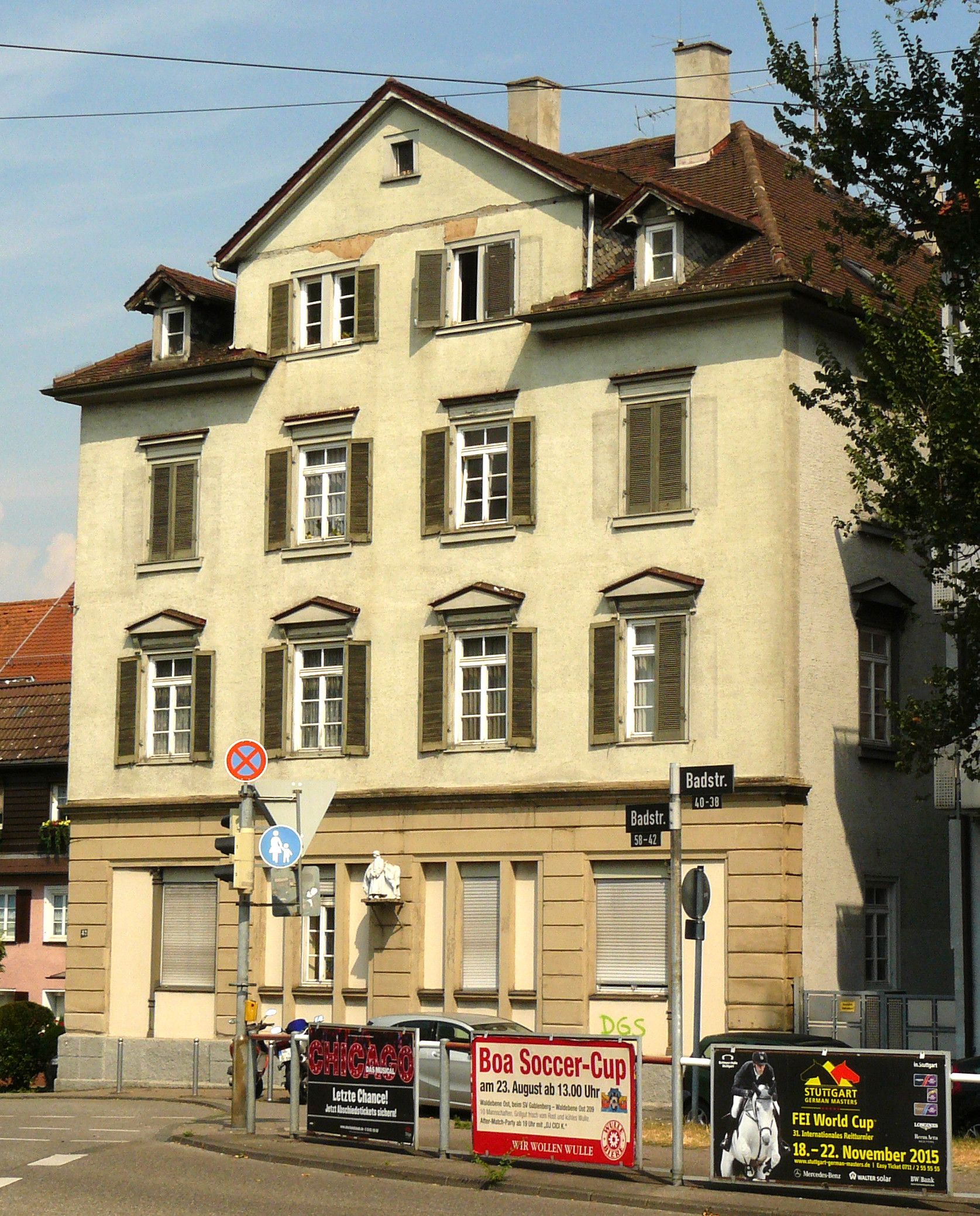
Das Bellevue-Gebäude heute, seit 1847 auf der anderen Neckarseite

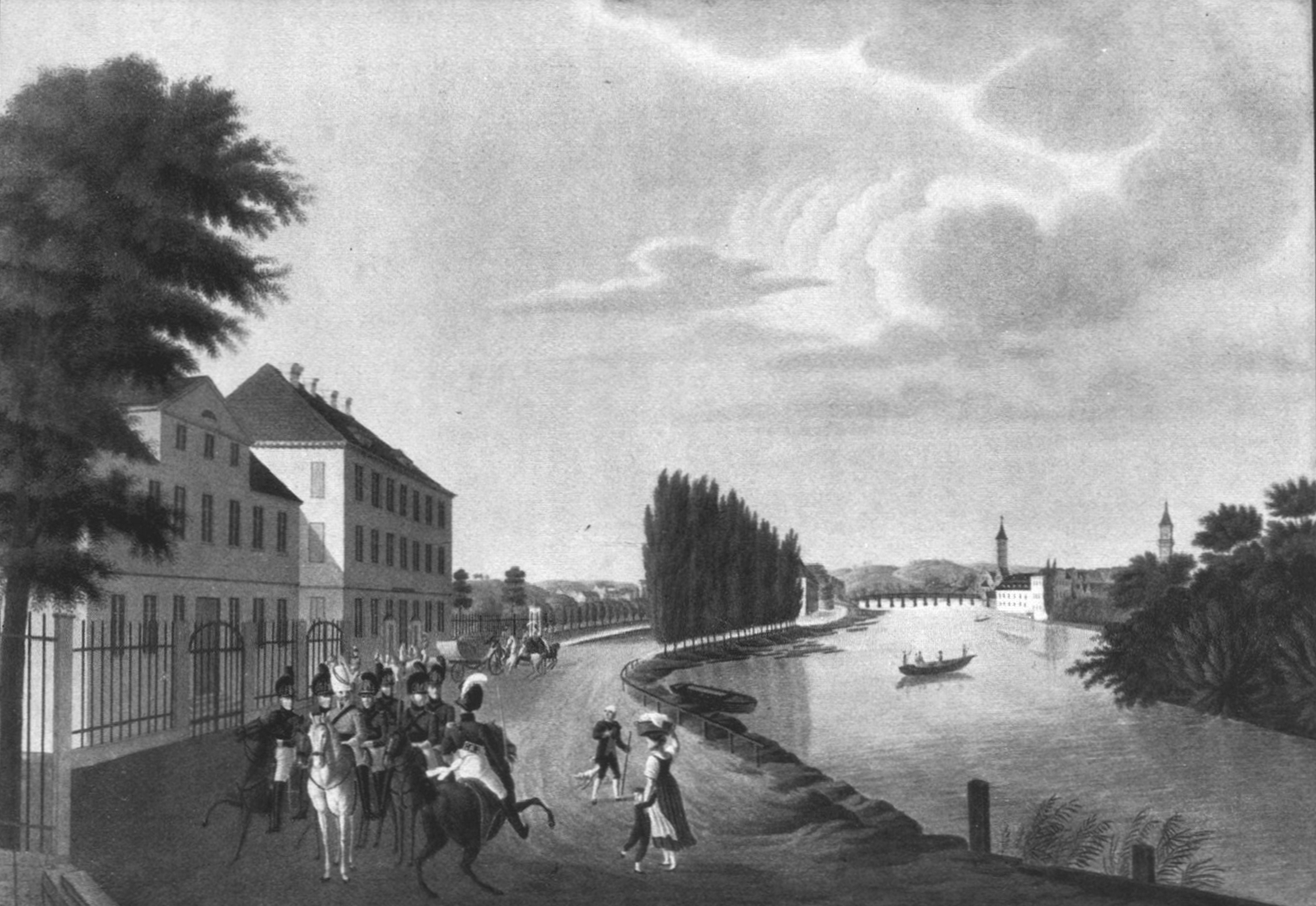
Landhaus Bellevue mit seinem Nebengebäude um 1820

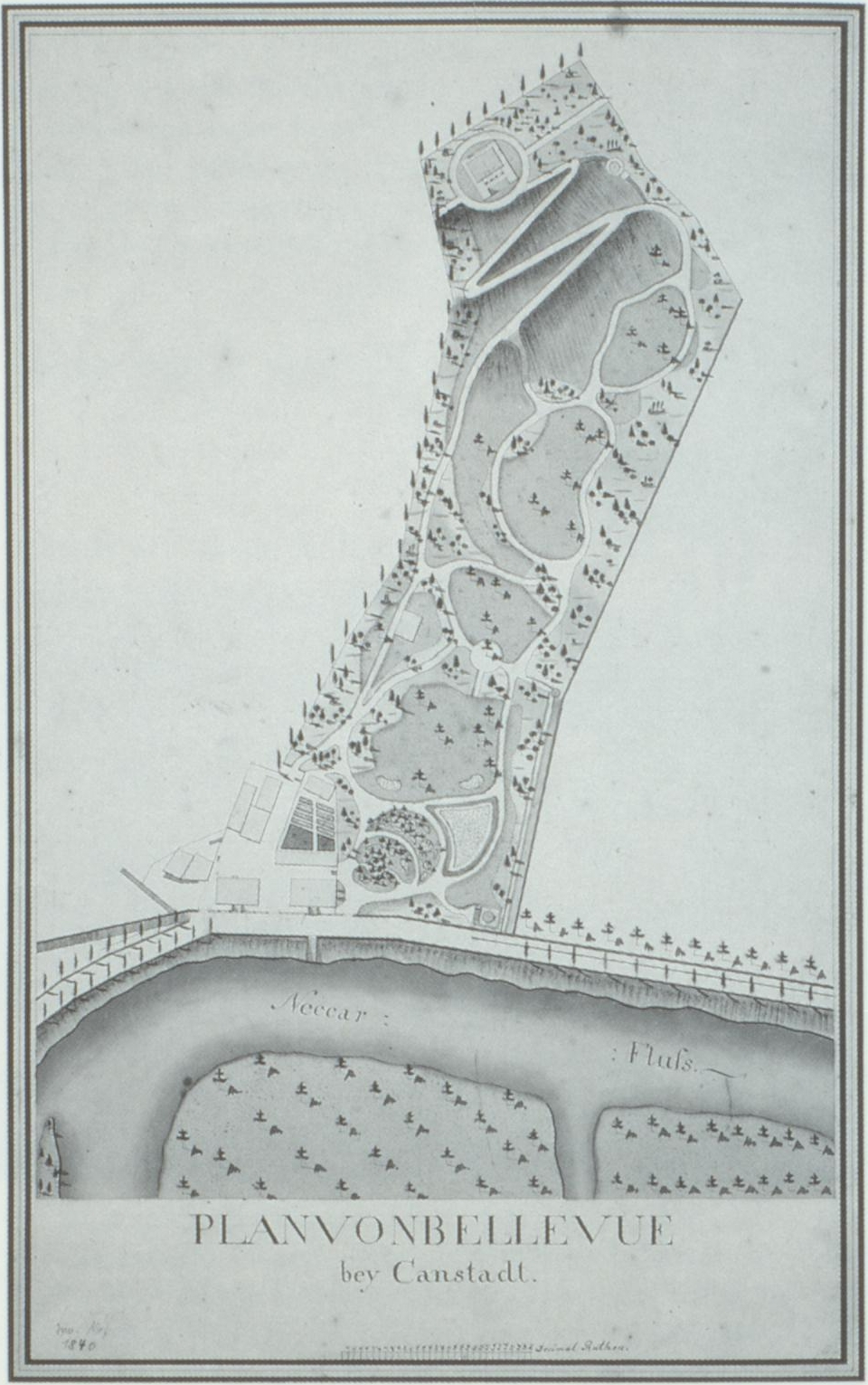
Plan des gesamten Anwesens hinter dem Landhaus Bellevue

Das Landhaus Bellevue (französisch für Schönblick) ist ein Gebäude, das sich nach seiner Umsetzung im Jahr 1843 von der linken auf die rechte Neckarseite heute in der Badstraße in Bad Cannstatt befindet.
Das Landhaus wurde zusammen mit einigen Nebengebäuden wohl im Jahr 1802 „auf der ‚Belle Vue‘ bei Cannstatt“ als Türkischrot-Färberei erbaut, die der Unternehmer Wilhelm Zais dort gründete. Oskar Gerhardt schreibt darüber: „Wenn man den eigenen späteren Darlegungen des Fabrikanten Zais (in einem Schreiben vom 31. Dezember 1833, worin er dem König sein damaliges benachbartes neues Anwesen zum Kauf anbot) folgen darf, so ist die einstige ‚Bellevue‘ als die Geburtsstätte der württembergischen mechanischen Baumwollspinnerei zu betrachten.“
1806, also schon vier Jahre später, verkaufte er die Färberei an den württembergischen König Friedrich, der ihm dafür 18.000 fl. zahlte. Im königlichen Besitz wurde das Gebäude zu einem Landsitz ausgebaut; der Architekt Ferdinand Fischer wurde dafür mit dem Zeichnen der Umbaupläne betraut.
Von der Bellevue aus führte am Anfang des 19. Jahrhunderts eine Treppe den Kahlenstein empor, die „Stuttgarter Staffel“ genannt wurde und über die man von Cannstatt nach Stuttgart gelangen konnte. Nachdem sie noch 1816 im Zuge der Gartenerweiterung der Bellevue erneuert wurde, brach man sie schon bei der Anlage des Rosensteinparks wieder ab.
Zu ihrem 28. Geburtstag am 22. Mai 1816 oder schon zu ihrer Hochzeit im Januar 1816 schenkte der König das Landhaus mit dem darüberliegenden Park seiner Schwiegertochter Katharina Pawlowna als Sommersitz, die das Haus mit ihrem Mann, dem Kronprinzen und später König Wilhelm, noch im gleichen Monat bezog. Zeitgenossen sprachen davon, dass der Lebensstil, den das Paar in dem kleinen Landhaus führte, „schlicht bürgerlich“ gewesen sei. Nach einem Hochwasser im Mai 1817, bei dem das in der Bellevue weilende Königspaar offenbar in Lebensgefahr geriet, verließen König Wilhelm und Königin Katharina das Haus als Wohnsitz. Schon 1820 war von Abrissplänen für das Gebäude die Rede, aber auch mit seiner dritten Ehefrau Pauline hielt sich König Wilhelm in den Folgejahren immer wieder dort auf. Erst 1843 wurde das Landhaus letztlich abgebrochen und die Baumaterialien verkauft, um Platz für den Bau der Wilhelma zu machen; lediglich das Bellevue-Tor erinnert noch an den alten Standort des Gebäudes. Der neue Besitzer baute das Haus am anderen Neckarufer (Badstraße 42 in Cannstatt) wieder auf. In seinem Kaufgesuch an den König schrieb er, er wolle daraus ein „zu Kurzwecken eingerichtete[s] Privathaus“ machen, „in welchem solche chronische Kranke, die an unsrer Quelle und in unsren Bädern Hilfe suchen […], behandelt werden“. Es ist nicht bekannt, ob dieser Zweck tatsächlich umgesetzt wurde. Sicher ist, dass das Haus später ein Finanzamtsgebäude war. Heute wird es von der Stuttgarter Denkmalschutzbehörde als Kulturdenkmal eingestuft. Als Erbauungszeitraum gibt die Behörde das Jahr 1847 an.